# Grand Prix Argentyny 1954
Grand Prix Argentyny 1954 (oryg. Gran Premio de la Republica Argentina) – 1. runda Mistrzostw Świata Formuły 1 w sezonie 1954, która odbyła się 17 stycznia 1954 po raz 2. na torze Autódromo 17 de Octubre.
2. Grand Prix Argentyny, 2. zaliczane do Mistrzostw Świata Formuły 1.

## Wyniki

### Kwalifikacje
Źródło: statsf1.com
| P  | Nr | Kierowca                | Konstruktor(-silnik) | Opony | Czas   | Odstęp | Strata |
| -- | -- | ----------------------- | -------------------- | ----- | ------ | ------ | ------ |
| 1  | 10 | Giuseppe Farina         | Ferrari              | P     | 1:44,8 | –      | –      |
| 2  | 12 | José Froilán González   | Ferrari              | P     | 1:44,9 | +0,1   | +0,1   |
| 3  | 2  | Juan Manuel Fangio      | Maserati             | P     | 1:45,6 | +0,7   | +0,8   |
| 4  | 14 | Mike Hawthorn           | Ferrari              | P     | 1:47,0 | +1,4   | +2,2   |
| 5  | 26 | Maurice Trintignant     | Ferrari              | P     | 1:47,4 | +0,4   | +2,6   |
| 6  | 4  | Onofre Marimón          | Maserati             | P     | 1:47,4 | +0,0   | +2,6   |
| 7  | 6  | Luigi Musso             | Maserati             | P     | 1:48,2 | +0,8   | +3,4   |
| 8  | 32 | Roberto Mieres          | Maserati             | P     | 1:49,0 | +0,8   | +4,2   |
| 9  | 36 | Carlos Menditeguy       | Maserati             | P     | 1:49,2 | +0,2   | +4,4   |
| 10 | 8  | Prince Bira             | Maserati             | P     | 1:49,3 | +0,1   | +4,5   |
| 11 | 28 | Harry Schell            | Maserati             | P     | 1:50,0 | +0,7   | +5,2   |
| 12 | 16 | Umberto Maglioli        | Ferrari              | P     | 1:50,2 | +0,2   | +5,4   |
| 13 | 30 | Emmanuel de Graffenried | Maserati             | P     | 1:50,7 | +0,5   | +5,9   |
| 14 | 24 | Louis Rosier            | Ferrari              | D     | 1:51,1 | +0,4   | +6,3   |
| 15 | 20 | Élie Bayol              | Gordini              | E     | 1:51,6 | +0,5   | +6,8   |
| 16 | 22 | Roger Loyer             | Gordini              | E     | 1:52,6 | +1,0   | +7,8   |
| 17 | 18 | Jean Behra              | Gordini              | E     | 1:53,0 | +0,4   | +8,2   |
| 18 | 34 | Jorge Daponte           | Maserati             | P     | 1:56,7 | +3,7   | +11,9  |
| P  | Nr | Kierowca                | Konstruktor(-silnik) | Opony | Czas   | Odstęp | Strata |

### Wyścig
Źródła: statsf1.com i chicanef1.com
| P                                                     | + / – | Nr | Kierowca                | Konstruktor | Opony | Okr. | Czas / Strata | Komentarz       |
| ----------------------------------------------------- | ----- | -- | ----------------------- | ----------- | ----- | ---- | ------------- | --------------- |
| 1                                                     | 2     | 2  | Juan Manuel Fangio      | Maserati    | P     | 87   | 3:00:55,8     |                 |
| 2                                                     | 1     | 10 | Giuseppe Farina         | Ferrari     | P     | 87   | +1:19,0       |                 |
| 3                                                     | 1     | 12 | José Froilán González   | Ferrari     | P     | 87   | +2:01,0       |                 |
| 4                                                     | 1     | 26 | Maurice Trintignant     | Ferrari     | P     | 86   | +1 okr.       |                 |
| 5                                                     | 10    | 20 | Élie Bayol              | Gordini     | E     | 85   | +2 okr.       |                 |
| 6                                                     | 5     | 28 | Harry Schell            | Maserati    | P     | 84   | +3 okr.       |                 |
| 7                                                     | 3     | 8  | Prince Bira             | Maserati    | P     | 83   | +4 okr.       |                 |
| 8                                                     | 5     | 30 | Emmanuel de Graffenried | Maserati    | P     | 83   | +4 okr.       |                 |
| 9                                                     | 3     | 16 | Umberto Maglioli        | Ferrari     | P     | 82   | +5 okr.       |                 |
| Niesklasyfikowani                                     |       |    |                         |             |       |      |               |                 |
|                                                       |       | 4  | Onofre Marimón          | Maserati    | P     | 48   | +39 okr.      | silnik          |
|                                                       |       | 32 | Roberto Mieres          | Maserati    | P     | 37   | +50 okr.      | wyciek paliwa   |
|                                                       |       | 22 | Roger Loyer             | Gordini     | E     | 19   | +68 okr.      | ciśnienie oleju |
|                                                       |       | 34 | Jorge Daponte           | Maserati    | P     | 19   | +68 okr.      | skrzynia biegów |
|                                                       |       | 24 | Louis Rosier            | Ferrari     | D     | 1    | +86 okr.      | wypadek         |
| Zdyskwalifikowani                                     |       |    |                         |             |       |      |               |                 |
|                                                       |       | 18 | Jean Behra              | Gordini     | E     | 61   | +26 okr.      | start na popych |
|                                                       |       | 14 | Mike Hawthorn           | Ferrari     | P     | 52   | +35 okr.      | start na popych |
| Nie wystartowali / niedopuszczeni do ponownego startu |       |    |                         |             |       |      |               |                 |
|                                                       |       | 6  | Luigi Musso             | Maserati    | P     | 0    |               | silnik          |
|                                                       |       | 36 | Carlos Menditeguy       | Maserati    | P     | 0    |               | silnik          |
| P                                                     | + / – | Nr | Kierowca                | Konstruktor | Opony | Okr. | Czas / Strata | Komentarz       |

### Najszybsze okrążenie
Źródło: statsf1.com
| Nr | Kierowca              | Konstruktor | Czas   | Okr. |
| -- | --------------------- | ----------- | ------ | ---- |
| 12 | José Froilán González | Ferrari     | 1:48,2 | –    |

### Prowadzenie w wyścigu
Źródło: statsf1.com
| Nr                              | Kierowca              | Konstruktor | Okrążenia           | Suma |
| ------------------------------- | --------------------- | ----------- | ------------------- | ---- |
| 2                               | Juan Manuel Fangio    | Maserati    | 35-46, 59-60, 65-87 | 37   |
| 12                              | José Froilán González | Ferrari     | 15-32, 47-58, 61-62 | 32   |
| 10                              | Giuseppe Farina       | Ferrari     | 1-14, 63-64         | 16   |
| 14                              | Mike Hawthorn         | Ferrari     | 33-34               | 2    |
| \| Wykres \| \| ------ \| \| \| |                       |             |                     |      |
| Wykres                          |                       |             |                     |      |
|                                 |                       |             |                     |      |

## Klasyfikacja po wyścigu
Pierwsza piątka otrzymywała punkty według klucza 8-6-4-3-2, 1 punkt przyznawany był dla kierowcy, który wykonał najszybsze okrążenie w wyścigu. Klasyfikacja konstruktorów została wprowadzona w 1958 roku. Liczone było tylko 5 najlepszych wyścigów danego kierowcy.
Uwzględniono tylko kierowców, którzy zdobyli jakiekolwiek punkty
| P | +/− | Kierowca              | Starty | Punkty | P1 | P2 | P3 | PP | NO | NS |
| - | --- | --------------------- | ------ | ------ | -- | -- | -- | -- | -- | -- |
| 1 | N   | Juan Manuel Fangio    | 1      | 8      | 1  | –  | –  | –  | –  | –  |
| 2 | N   | Giuseppe Farina       | 1      | 6      | –  | 1  | –  | 1  | –  | –  |
| 3 | N   | José Froilán González | 1      | 5      | –  | –  | 1  | –  | 1  | –  |
| 4 | N   | Maurice Trintignant   | 1      | 3      | –  | –  | –  | –  | –  | –  |
| 5 | N   | Élie Bayol            | 1      | 2      | –  | –  | –  | –  | –  | –  |
| P | +/− | Kierowca              | Starty | Punkty | P1 | P2 | P3 | PP | NO | NS |